# Fertig, Los!

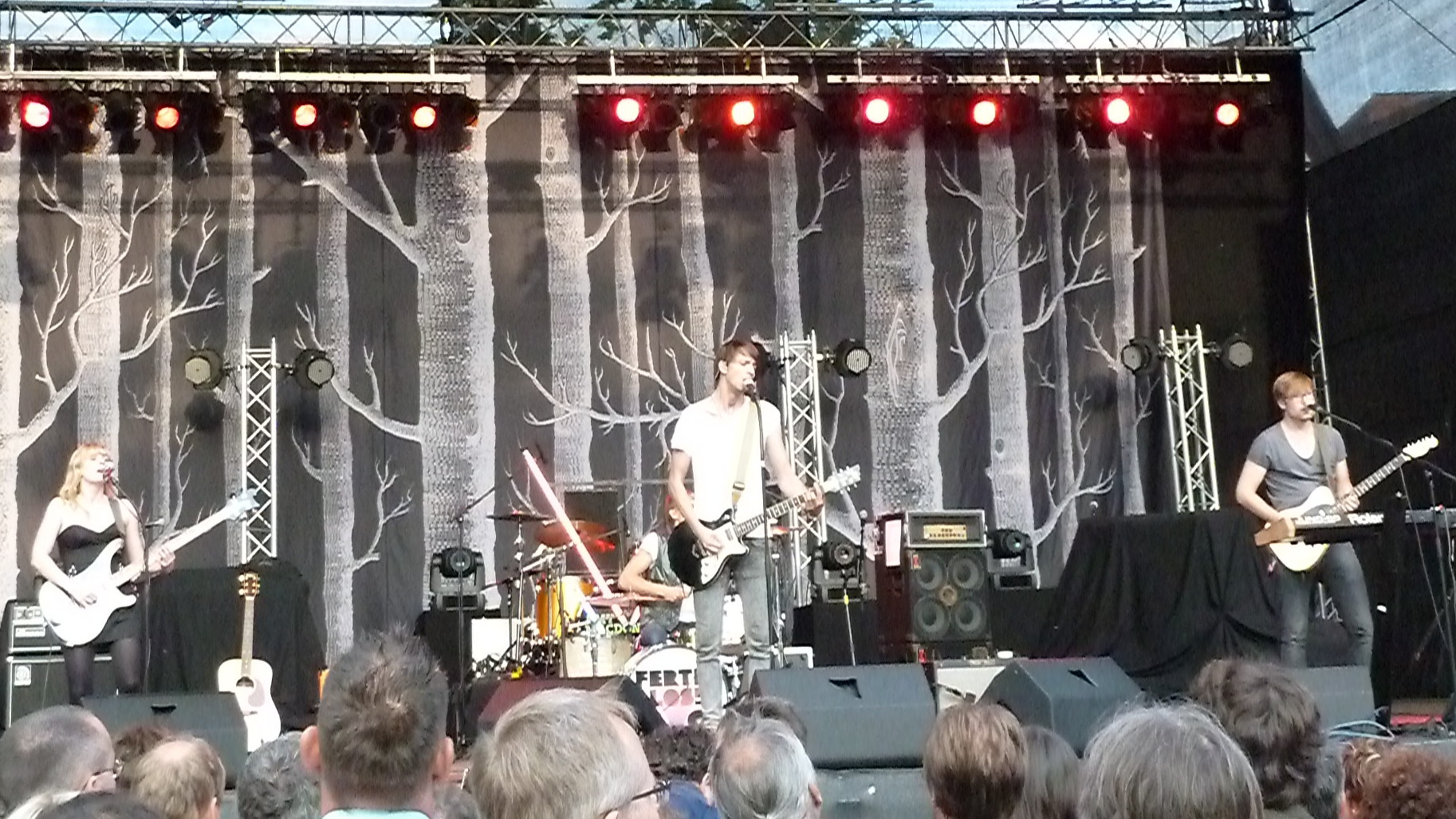

Fertig, Los! es una banda de pop alemana formada en Múnich en verano de 2004. Sus miembros son Julia Viechtl (bajo), Florian Wille (batería), y Philipp Leu (cantante y guitarrista).

## Historia
La banda fue fundada en Múnich en el verano de 2004 bajo el nombre de Spunk por Philipp Leu (nacido el 24 de septiembre de 1982 en Múnich), Julia Viechtl (nacida el 20 de noviembre de 1986 en Múnich), Florian Luedtke (nacido el 2 de mayo de 1983 en Múnich) y un baterista que dejó la banda después de un corto tiempo y fue reemplazado por Florian Wille (nacido el 7 de octubre de 1986 en Múnich). Además, Florian Lüdtke pronto dejó la banda y fue reemplazado como guitarrista por Rafael Dwinger (nacido el 29 de octubre de 1986 en Múnich). Los músicos se conocían desde que iban a la escuela.
Desde el lanzamiento de su primer Ep en junio de 2006 surgió un contrato discográfico con Columbia Records. Su canción «Sie ist in mich verliebt» se incluyó en la banda sonora de FIFA 07.
En 2008, Rafael Dwinger dejó la banda para asistir a una escuela de teatro y dedicarse a la actuación. Florian Lüdtke se unió a la banda como guitarrista en vivo, pero dejó la banda en 2009. El guitarrista en vivo actual es Simon Schankula. 
Su segundo álbum «Pläne für die Zukunft» salió a la venta el 14 de mayo de 2010. 
El sencillo "Wenn Du Mich Brauchst" está disponible en formato digital desde el 30 de abril. En él se muestra la delicadeza, la atención y la seriedad que la banda ejerce en el desarrollo de su música.
Desde el 23 de mayo de 2010 al 8 de agosto de 2010 "Fertig, Los!" actuaron en la "on3-startrampe". El resultado fue el video musical de la canción "Augen zu!".
Un proceso en el que cerca de 200 conciertos en vivo en los últimos años fueron ciertamente no del todo inocentes. 
Las piezas del álbum han sido realizadas en colaboración con el productor Patrik Berger y Jochen Naaf en Colonia y Estocolmo.
Además, a la espera para el álbum de once canciones con algunas sorpresas musicales, tales como, por ejemplo, "Ein neuer Gott".
"Cuando estaba con mi padre en Transilvania, visité una iglesia y vi un coro de monjes", dice Philipp, "entonces supe que quería entrar en el mundo de la canción [...]".
En las listas de Singles de Alemania estuvieron un total de 2 pistas de Fertig, Los! . Ninguna canción alcanzó el Top 10.
"Ein Geheimnis" fue el título de mayor éxito, alcanzando la 82.ª posición y estuvo un total de 2 semanas en la lista.
El álbum "Das Herz ist ein Sammler", estuvo un total de una semana en las listas de ventas de Alemania y la posición más alta que alcanzó fue la 83.ª.
En junio de 2010 la banda tocó en el acto de apertura de Pink en el Hessentag en Stadtallendorf.
En julio de 2010, la banda tocó en el acto de apertura de Amy Macdonald.
Covers
El sencillo Ich Kann Dich Hören fue interpretado por el grupo mexicano The Rains, la primera banda mexicana en homenajear al grupo alemán, demostrando así el agradecimiento y éxito de la banda alemana a nivel internacional.

## Discografía

### Álbumes
- 2007 - Das Herz ist ein Sammler (Edición Limitada [Digipak])
- 2007 - Das Herz ist ein Sammler (Edición Estándar)
- 2010 - Pläne für die Zukunft

### EP
- 2006 - Den Westwind ernenn' ich zu meinem Friseur

### Sencillos
Das Herz ist ein Sammler:
- 2007 - Ein Geheimnis (Pur Edition)
- 2007 - Sie ist in mich verliebt (Premium Edition)
- 2007 - Sie ist in mich verliebt (Pur Edition)
- 2007 - Links, rechts, links (Pur Edition)
- 2007 - Ich weiß nicht wie das ist (Pur edition)
- 2007 - Erst parallel (Pur Edition)
- 2007 - Ich kann dich hören (Pur Edition)